# Le Roi des resquilleurs (film, 1945)
Pour les articles homonymes, voir Le Roi des resquilleurs.
Pour plus de détails, voir Fiche technique et Distribution.
Le Roi des resquilleurs est un film français de Jean Devaivre, sorti en 1945.
Une première version réalisée par Pierre Colombier en 1930, avec Georges Milton, avait obtenu un énorme succès, étrennant une série de films centrés sur le personnage de Bouboule (Mimile dans cette version).

## Synopsis
Mimile est un chanteur des rues, et aussi un resquilleur très inventif. Avec son ami Georges, musicien dans le même orchestre, ils font la connaissance d'Arlette Sicleton et de Lulu. Arlette est la sœur de Sicleton, un organisateur d'événements sportifs et Lulu est la fille de Ledoux, le surveillant chargé de traquer les resquilleurs. Après de nombreux quiproquos, l'amour triomphera.

## Fiche technique
- Réalisation : Jean Devaivre
- Scénario : René Pujol et Pierre Colombier
- Adaptation : Richard Pottier et Pierre Colombier
- Dialogues : Pierre Bénard
- Son : Robert Teisseire
- Décors : Robert-Jules Garnier et Jacques Colombier
- Effets spéciaux : Nicolas Wilcke
- Photographie : Marcel Lucien
- Musique : Loulou Gasté et René Sylviano
- Montage : Gérard Bensdorp
  - Paroliers : Jean Boyer et Jacques Larue (non crédité)
- Directeur de production : Charles Smadja
- Société de production : Gray Film (Paris)
- Langue : français
- Pays : France
- Genre : comédie
- Durée : 100 minutes
- Date de sortie : France : 27 décembre 1945

## Distribution
- Rellys : Mimile, chanteur des rues et resquilleur
- Jean Tissier : Sicleton, organisateur d'événements sportifs
- Raymond Cordy : Béru, musicien des rues dans l'orchestre de Mimile
- Suzanne Dehelly : Arlette Sicleton, la sœur de Sicleton
- André Gabriello : Ledoux, le surveillant, père de Lulu (crédité Gabriello)
- René Génin : Ernest, musicien des rues dans l'orchestre de Mimile
- Marcel Maupi : le médecin
- Jeannette Batti : Lulu, filleule d'Arlette Sicleton
- Paul Barge
- Georges Bever
- Jean Boissemond
- Daniel Clérice : Georges, musicien des rues dans l'orchestre de Mimile
- Josette Daydé : la chanteuse
- Paul Delauzac
- Max Doria
- Gisèle Frappa
- Denise Kerny
- Palmyre Levasseur
- André Numès Fils : le client ahuri
- Roger Prégor
- Maurice Régamey
- Marcel Rouzé
- Maurice Salabert
- Sinoël : le liftier
- Jean-Jacques Vital : le radio-reporter
- André Wasley
- Robert Desmarets : directeur du Vél’ d’Hiv’

## Lieux de tournage
Les principales scènes et les principaux lieux de tournage ont été :
- les courses à Auteuil (Grand Steeple-Chase de Paris) ;
- un combat de boxe au Palais de glace aux Champs Élysées ;
- une reconstitution des Six Jours de Paris au Vélodrome d'Hiver (le Vél’ d’Hiv’) ; la première version (1930) de Pierre Colombier avait également été tournée au Vél’ d’Hiv’ ; dans la distribution, Robert Desmarets, directeur du Vél’ d’Hiv’, tient son propre rôle ; entre les versions de Colombier et Devaivre, la rafle du Vélodrome d'Hiver avait eu lieu les 16 et 17 juillet 1942 (la première plaque commémorative de la rafle du Vél’ d’Hiv’ a été posée en juillet 1946[2], soit six mois après la sortie du film de Devaivre) ;
- un match de rugby sur la pelouse du Parc des Princes ;
- les studios Pathé à Joinville.